# 肯定後件
肯定後件（英語：affirming the consequent），是一種形式謬誤，其形式如下：
若P則Q
Q
因此，P
這種主張是無效的，也就是說，雖然1和2是真的，結論的3卻是錯誤的。因為在1的地方，並沒有聲明P是唯一導致Q的原因。因此，即使P沒有發生，Q還是有可能成立。
換句話說，如果P必然使Q成立，那麼Q對P唯一的影響是：非Q則非P。這被稱為換質換位律，可以寫做：
{\displaystyle (P\to Q)\leftrightarrow (\neg Q\to \neg P)}

## 範例
以下範例做出錯誤的結論：

如果有火災，就會有濃煙。
有濃煙。
因此，有火災。

有濃煙未必是因為發生了火災。比如說，火力發電廠可能就會產生濃煙。
然而，若我們知道某地沒有濃煙（非Q），那麼我們就可以知道某地沒有火災（非P）。這是第一項敘述（有火災則有濃煙）的換質換位。假使，若P則Q為真，那麼非Q必定非P（無煙則無火災）。
另一個例子是：

如果某甲買得起豪華遊艇，則某甲是有錢人。
某甲是有錢人。
因此，某甲擁有豪華遊艇。

擁有豪華遊艇並不是有錢的條件。也許某甲擁有豪宅、名車、名錶、一大筆財富，但沒有遊艇。
然而，如果某甲不是有錢人（非Q），則某甲必定沒有豪華遊艇（非P）。
還有一個例子：

如果一個論述有謬誤，那麼這個論述是個不好的論述
這個論述是個不好的論述
因此，這論述有謬誤

一個論述是個不好的論述，不能證明這個論述有謬誤。

## 外部連結
- （英文）Logical Fallacy: Affirming the Consequent （页面存档备份，存于）